# Villa Schweizerstraße 15 (Radebeul)
Die Villa in der Schweizerstraße 15 liegt im Stadtteil Niederlößnitz der sächsischen Stadt Radebeul. Sie wurde in den Jahren wohl um 1870 wohl durch die Serkowitzer Baumeister Gebrüder Ziller errichtet, gemeinsam mit den baugleichen Nachbarhäusern Schweizerstraße 17 und 19.

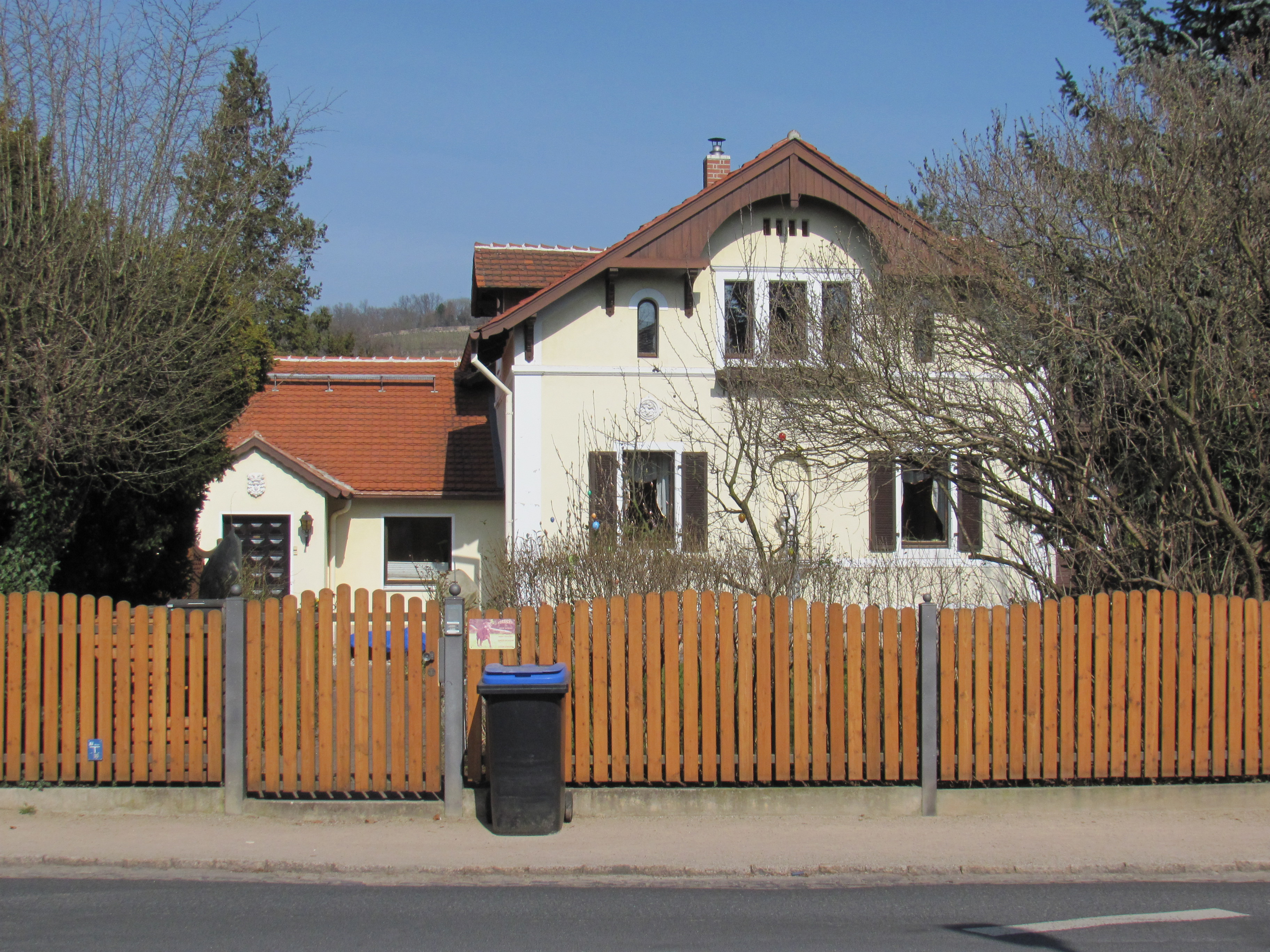
Schweizerstraße 15, von der Winzerstraße aus

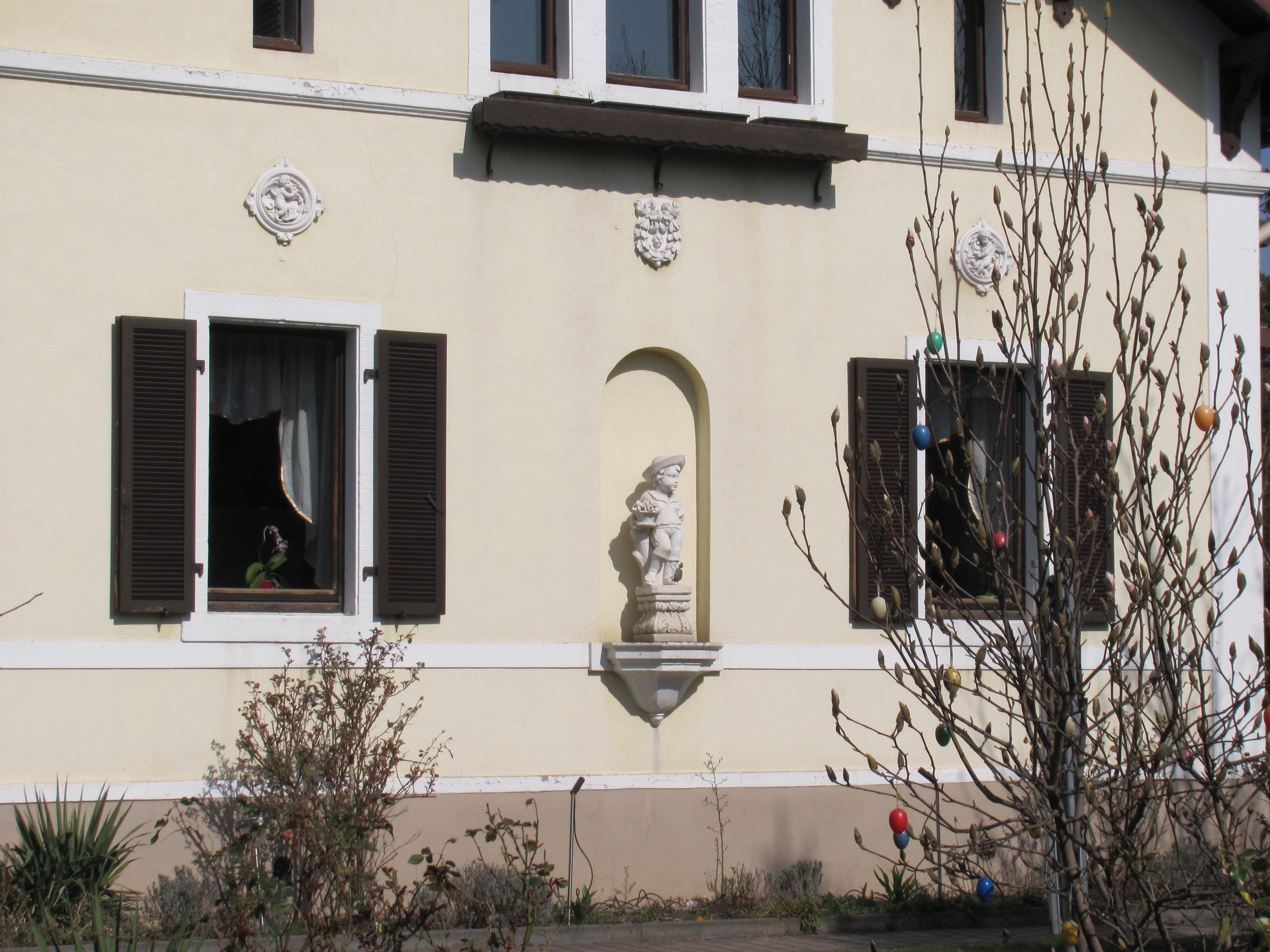
Schweizerstraße 15, flache Wandnische mit Figur, darüber Stuckmedaillons

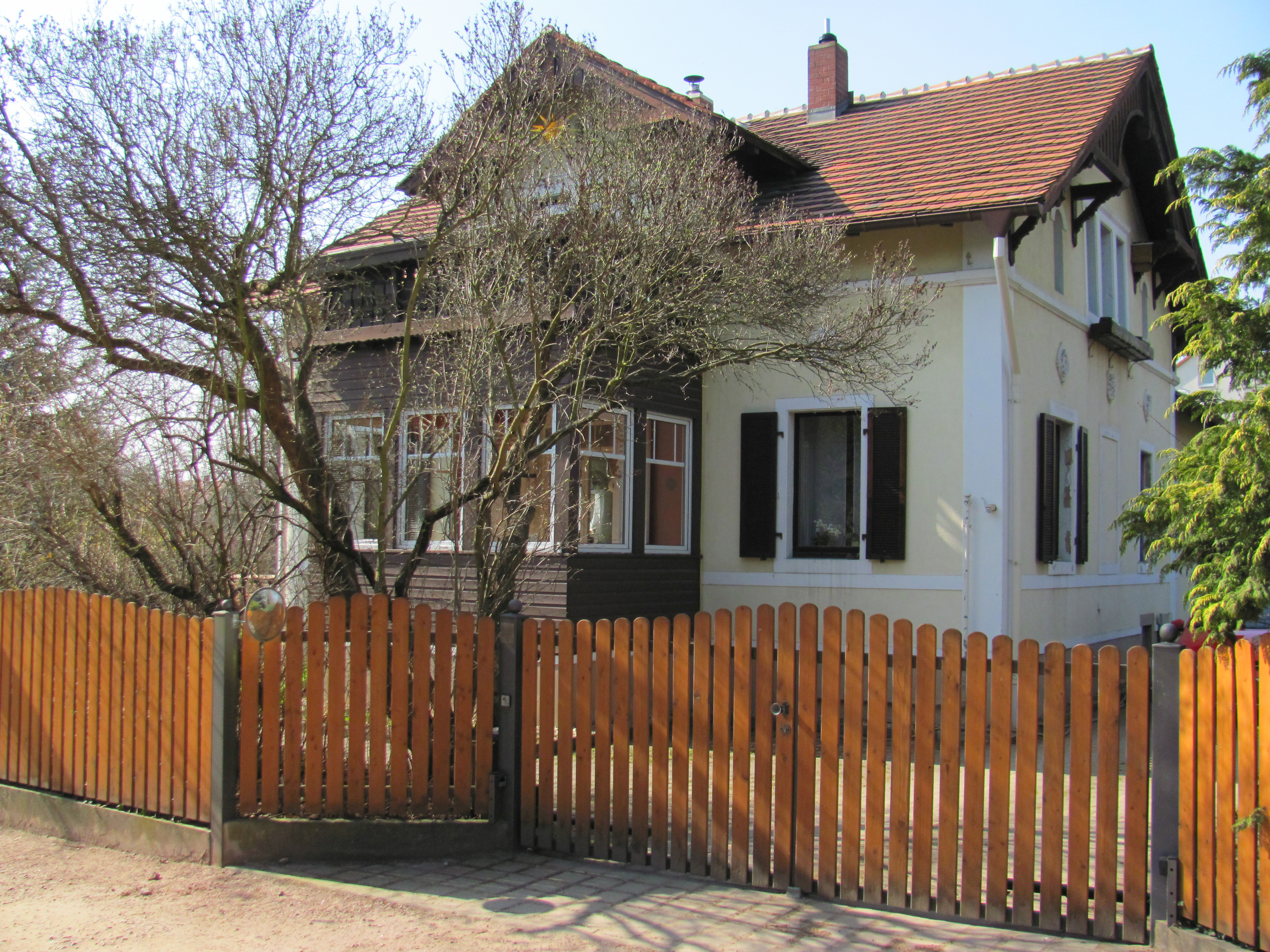
Schweizerstraße 15

## Beschreibung
Die eineinhalbgeschossige, mit ihrem Nebengebäude unter Denkmalschutz stehende landhausartige Villa liegt auf einem Eckgrundstück zur Winzerstraße.
Der Putzbau im Schweizerstil hat Band- und Gesimsgliederung, dazu Ecklisenen. Die Fenster werden durch Klappläden eingerahmt, und das weit überkragende Ziegeldach ist ein Satteldach. Auf den Giebelseiten wird dieses durch eine weit vorgezogene Gesprengekonstruktion gestützt.
In der traufständigen Straßenansicht zur Schweizerstraße befindet sich mittig ein zweigeschossiger Risalit mit einem Sparrengiebel, vor dem Risalit steht eine eingeschossige Holzveranda mit einem Austritt obenauf.
In der Schaugiebelseite zur Winzerstraße befindet sich mittig im Erdgeschoss eine Rundbogennische mit einer Figur. Auf der Rückseite des Wohnhauses steht ein niedriger eingeschossiger Anbau, ebenfalls mit Satteldach, der Eingangsvorbau hat ein Giebeldach.
Im Jahr 1885 erfolgte im Gewächshaus des Grundstücks der Einbau einer „Miniatur-Dampfkesselanlage“.